# Eccidio di San Michele della Fossa
L'eccidio di San Michele della Fossa è stato un crimine di guerra nazista perpetrato il 3 marzo 1945 contro otto partigiani detenuti nel carcere di Reggio Emilia.

## I fatti
In seguito alla morte di quattro militari tedeschi avvenuta nei giorni precedenti per mano dei partigiani, venne decisa dal comando tedesco una rappresaglia. Vennero così prelevati dalle carceri di Reggio Emilia otto partigiani provenienti dalle province limitrofe. Una volta prelevati dalle celle, i condannati vennero trasferiti nella piccola frazione bagnolese di San Michele della Fossa. Una volta fatti scendere dal camion che li trasportava, i partigiani vennero allineati davanti al muro del cimitero locale e fucilati. Successivamente venne fatto scempio dei loro cadaveri.

## Le vittime
A San Michele della Fossa il 3 marzo 1945 vennero giustiziati i partigiani:
- Luigi Paolo Brandolisio, classe 1924, di Varese Ligure (SP);
- Annibale Bruschi, classe 1926, di Rottofreno (PC), decorato con la medaglia d'argento al valor militare;
- Renato Corradini, classe 1912, di La Spezia;
- Angelo Grassi, classe 1917, di Castel San Giovanni (PC);
- Elio Sesenna, classe 1914, di Fiorenzuola d'Arda (PC)
- Guifo Signorelli, classe 1925, di Rio Saliceto (RE);
- Ottorino Vecchi, classe 1925, di Scandiano (RE);
- Martire sconosciuto.

## Memoria
In ricordo dei Martiri di San Michele della Fossa nel 1946 venne eretto dal CLN di Bagnolo in Piano un monumento sul luogo dell'eccidio.